# Алту-Парана
Алту-Парана (порт. Alto Paraná)  —  муниципалитет в Бразилии, входит в штат Парана. Составная часть мезорегиона Северо-запад штата Парана. Входит в экономико-статистический  микрорегион Паранаваи. Население составляет 13 212 человека на 2006 год. Занимает площадь 407,719 км². Плотность населения — 32,4 чел./км².

## История
Город основан 5 мая 1954 года.

## Статистика
- Валовой внутренний продукт на 2003 год составляет 75 336 157,00 реалов (данные: Бразильский институт географии и статистики).
- Валовой внутренний продукт на душу населения на 2003 год составляет 5801,78 реалов (данные: Бразильский институт географии и статистики).
- Индекс развития человеческого потенциала на 2000 год составляет 0,743 (данные: Программа развития ООН).

## География
Климат местности: субтропический.